# Mistrzostwa Europy w Saneczkarstwie 1939
8. Mistrzostwa Europy w saneczkarstwie 1939 odbyły się w czechosłowackim Reichenbergu (dzisiejszy czeski Liberec, wtedy znajdujący się pod okupacją III Rzeszy). W tym mieście mistrzostwa odbyły się już drugi raz (wcześniej w 1914). Rozegrane zostały trzy konkurencje: jedynki kobiet, jedynki mężczyzn oraz dwójki mężczyzn. W tabeli medalowej najlepsze były Niemcy.

## Wyniki

### Jedynki kobiet
| Medal | Zawodniczka    | Narodowość     | Czas | Strata |
| ----- | -------------- | -------------- | ---- | ------ |
|       | Friedel Tietze | III Rzesza     |      |        |
|       | Traudl Grassi  | Czechosłowacja |      |        |
|       | Hanni Finková  | Czechosłowacja |      |        |

### Jedynki mężczyzn
| Medal | Zawodnik        | Narodowość     | Czas | Strata |
| ----- | --------------- | -------------- | ---- | ------ |
|       | Fritz Preissler | Czechosłowacja |      |        |
|       | Martin Tietze   | III Rzesza     |      |        |
|       | Gustav Jezek    | Czechosłowacja |      |        |

### Dwójki mężczyzn
| Medal | Zawodnicy                      | Narodowość     | Czas | Strata |
| ----- | ------------------------------ | -------------- | ---- | ------ |
|       | Walter Feist, Walter Kluge     | III Rzesza     |      |        |
|       | Viktor Schubert, Erhard Körner | III Rzesza     |      |        |
|       | Rudolf Hermann, Albert Krauss  | Czechosłowacja |      |        |

## Klasyfikacja medalowa
| Miejsce | Państwo        |   |   |   | Razem |
| ------- | -------------- | - | - | - | ----- |
| 1.      | III Rzesza     | 2 | 2 | 0 | 4     |
| 2.      | Czechosłowacja | 1 | 1 | 3 | 5     |